# 許瑜 (英國人)
許瑜，CBE（英語：Colvyn Hugh Haye，1925年12月7日—2015年4月4日），英國殖民地教育官員，1980年至1984年任香港教育署署長兼立法局官守議員、1984年至1987年任港府駐英專員兼政務職系秘書。
許瑜先後在英屬印度和澳洲墨爾本大學接受中學和大學教育，後來曾於牛津大學基督教堂學院修讀海外服務訓練課程。在二戰期間，許瑜在1944年至1946年服役於皇家志願後備海軍，戰後於1947年至1952年服務於澳洲維多利亞省教育服務署。許瑜在1953年加入香港政府教育司署任職教育官、1962年陞任高級教育官、1969年出任助理教育司兼教育電視組主管、1975年出任副教育司，任內曾於1977年至1978年與時任教育司陶建處理金禧事件。許瑜在1971年獲奉委為官守太平紳士，1983年獲英廷授予CBE勳銜。